# Robert Cuninghame, 1. Baron Rossmore
Robert Cuninghame, 1. Baron Rossmore (* 18. April 1726; † 6. August 1801) war ein britischer Heeresoffizier und Politiker.

## Leben
Robert Cuninghame war der älteste Sohn von David Cuninghame, der Colonel der British Army war. Er besuchte die Edinburgh University und studierte ursprünglich Rechtswissenschaften. Im September 1745 entschied er sich jedoch, in die Fußstapfen seines Vaters zu treten, und trat den Edinburgh Volunteers bei, um Edinburgh gegen die anrückende Armee der Jakobiten zu verteidigen. 1746 nahm er an der Schlacht bei Culloden teil. Im weiteren Verlauf seiner militärischen Karriere diente er in verschiedenen Regimentern. Am 29. Mai 1754 heiratete er Elizabeth Murray, die Tochter des irischen Abgeordneten John Murray, und ließ sich infolgedessen in Irland nieder. Die Ehe blieb kinderlos. 1757 erfolgte seine Beförderung zum Lieutenant-Colonel, 1762 dann zum Colonel. Cuninghame war ab 1770 Gouverneur des Charles Fort bei Kinsale. 1772 wurde er zum Major-General befördert, 1777 zum Lieutenant-General und schließlich 1793 zum General. Als solcher bekleidete er von 1793 bis 1796 das Amt des Commander-in-Chief, Ireland, des Oberbefehlshabers der britischen Truppen in Irland.
Neben seiner militärischen Laufbahn war Cuninghame ein ambitionierter Politiker. So gehörte er von 1751 bis 1796 dem Irish House of Commons an, war 1782 Mitglied des Privy Council of Ireland und saß von 1788 bis 1789 für den Wahlkreis East Grinstead im britischen House of Commons. Letzteren hatte ursprünglich sein Bruder James vertreten. Dieser war jedoch 1788 verstorben. Am 19. Oktober 1796 wurde er zum Baron Rossmore in der Peerage of Ireland erhoben und damit Mitglied des Irish House of Lords. Bei Auflösung des irischen Parlaments durch den Act of Union 1800 wurde er als irischer Representative Peer ins britische House of Lords gewählt. Da er keine Kinder hatte und sein Bruder bereits 1788 verstorben war, folgte ihm aufgrund einer speziellen Erbregelung, die in diesem Fall die Neffen seiner Frau Elizabeth berücksichtigte, Warner William Westenra als zweiter Baron Rossmore nach.